# Guilherme Nucci

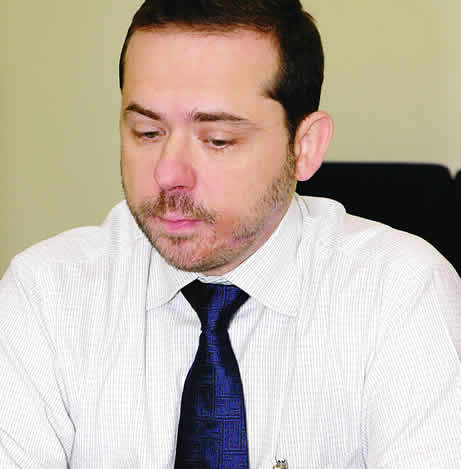
Guilherme Nucci

Guilherme de Souza Nucci (São Paulo, 1963) é um jurista e magistrado brasileiro, conhecido por sua obra voltada ao direito penal e ao direito processual penal. É professor associado da Pontifícia Universidade Católica de São Paulo (PUC-SP) e desembargador do Tribunal de Justiça de São Paulo (TJ-SP).

## Formação e carreira
Guilherme Nucci formou-se em direito pela Universidade de São Paulo (USP) em 1985. Na mesma universidade, especializou-se em processo em 1989.
Pela Pontifícia Universidade Católica de São Paulo (PUC-SP), tornou-se mestre em 1996, doutor em 1998, livre-docente em 2004 e professor associado em 2021.
É professor da PUC-SP desde 1996.
Ingressou na magistratura paulista como juiz de direito em 1988 e foi promovido a desembargador do TJ-SP em 2014.
No meio jurídico, é atualmente um dos mais conceituados doutrinadores na área do Direito Penal brasileiro. Já realizou vários lançamentos de livros, inclusive no Espaço Cultural STJ. Durante o julgamento da Ação Penal 470 ("mensalão"), suas teses foram citadas tanto pelo Procurador-Geral da República na acusação como pelas defesas em suas sustentações, bem como pelos próprios ministros do Supremo Tribunal Federal.
Tem em seu currículo diversas obras publicadas nas áreas de Direito Penal, Direito Processual Penal e respectivas leis extravagantes, destacando-se pela defesa dos direitos e garantias individuais, pelo apoio ao princípio da intervenção mínima no campo penal, além de expor várias teses inéditas, muitas das quais tiveram aceitação nos Tribunais Superiores..

## Livros publicados
- Crimes contra a Dignidade Sexual. 5. ed. Rio de Janeiro: Forense, 2014.
- Prática Forense Penal. 8. ed. Rio de Janeiro: Forense, 2014.
- Código de Processo Penal Militar Comentado. 2. ed. Rio de Janeiro: Forense, 2014.
- Estatuto da Criança e do Adolescente Comentado – Em busca da Constituição Federal das Crianças e dos Adolescentes. Rio de Janeiro: Forense, 2014.
- Habeas Corpus. Rio de Janeiro: Forense, 2014.
- Prisão e Liberdade. 4. ed. Rio de Janeiro: Forense, 2014.
- Leis Penais e Processuais Penais Comentadas. 8. ed. Rio de Janeiro: Forense, 2014. vol. 1.
- Leis Penais e Processuais Penais Comentadas. 8. ed. Rio de Janeiro: Forense, 2014. vol. 2.
- Código Penal Militar Comentado. 2. ed. Rio de Janeiro: Forense, 2014.
- Tribunal do Júri. 5. ed. Rio de Janeiro: Forense, 2014.
- Individualização da Pena. 6. ed. Rio de Janeiro: Forense, 2014.
- Manual de Direito Penal. Parte geral. Parte especial. 10. ed. Rio de Janeiro: Forense, 2014.
- Código Penal Comentado. 14. ed. Rio de Janeiro: Forense, 2014.
- Manual de Processo Penal e Execução Penal. 11. ed. Rio de Janeiro: Forense, 2014.
- Prostituição, Lenocínio e Tráfico de Pessoas. São Paulo: Ed. RT, 2013.
- Organização Criminosa. Comentários à Lei 12.850 de 02 de agosto de 2013. São Paulo: Ed. RT, 2013.
- Dicionário Jurídico. São Paulo: Ed. RT, 2013.
- Código Penal Comentado – versão compacta. 2. ed. São Paulo: Ed. RT, 2013.
- Crimes Contra a Dignidade Sexual. 4. ed. São Paulo: Ed. RT, 2013.
- Direito Penal – Parte Especial. 2. ed. São Paulo: Ed. RT, 2012. Esquemas & Sistemas. vol. 2.
- Direito Penal – Parte Geral. 3. ed. São Paulo: Ed. RT, 2013. Esquemas & Sistemas. vol. 1.
- Direito Processual Penal. 2. ed. São Paulo: Ed. RT, 2013. Esquemas & Sistemas. vol. 3.
- Princípios Constitucionais Penais e Processuais Penais. 3. ed. São Paulo: Ed. RT, 2013.
- Provas no Processo Penal. 3. ed. São Paulo: Ed. RT, 2013.
- Doutrinas Essenciais. Direito Processual Penal. Organizador, em conjunto com Maria Thereza Rocha de Assis Moura. São Paulo: Ed. RT, 2012. vol. I a VI.
- Tratado Jurisprudencial e Doutrinário. Direito Penal. 2. ed. São Paulo: Ed. RT, 2012. vol. I e II.
- Tratado Jurisprudencial e Doutrinário. Direito Processual Penal. São Paulo: Ed. RT, 2012. vol. I e II.
- Doutrinas Essenciais. Direito Penal. Organizador, em conjunto com Alberto Silva Franco. São Paulo: Ed. RT, 2011. vol. I a IX.
- Crimes de Trânsito. São Paulo: Juarez de Oliveira, 1999.
- Júri – Princípios Constitucionais. São Paulo: Juarez de Oliveira, 1999.
- O Valor da Confissão como Meio de Prova no Processo Penal. Com comentários à Lei da Tortura. 2. ed. São Paulo: Ed. RT, 1999.
- Tratado de Direito Penal. Frederico Marques. Atualizador, em conjunto com outros autores. Campinas: Millenium, 1999. vol. 3.
- Tratado de Direito Penal. Frederico Marques. Atualizador, em conjunto com outros autores. Campinas: Millenium, 1999. vol. 4.
- Tratado de Direito Penal. Frederico Marques. Atualizador, em conjunto com outros autores. Campinas: Bookseller, 1997. vol. 1.
- Tratado de Direito Penal. Frederico Marques. Atualizador, em conjunto com outros autores. Campinas: Bookseller, 1997. vol. 2.
- Roteiro Prático do Júri. São Paulo: Oliveira Mendes e Del Rey, 1997.